# Ozonur
Un ozonur (ozonide en anglès) és:
- l'anió inestable, O₃−, derivat de l'ozó ;
- un compost orgànic RO₃ similar a un peròxid orgànic format per la reacció de l'ozó i d'un compost insaturat.